# Saint-Cyr-les-Colons
Saint-Cyr-les-Colons är en kommun i departementet Yonne i regionen Bourgogne-Franche-Comté i norra Frankrike. Kommunen ligger i kantonen Chablis som tillhör arrondissementet Auxerre. År 2022 hade Saint-Cyr-les-Colons 446 invånare.

## Befolkningsutveckling
Antalet invånare i kommunen Saint-Cyr-les-Colons
| Referens: INSEE |